# Ахэгао
Ахэгао (яп. アヘ顔), также известный как O-Face — термин в японской порнографии, описывающий выражение лица во время оргазма. Часто используется в эротических компьютерных играх (эроге), манге и аниме.

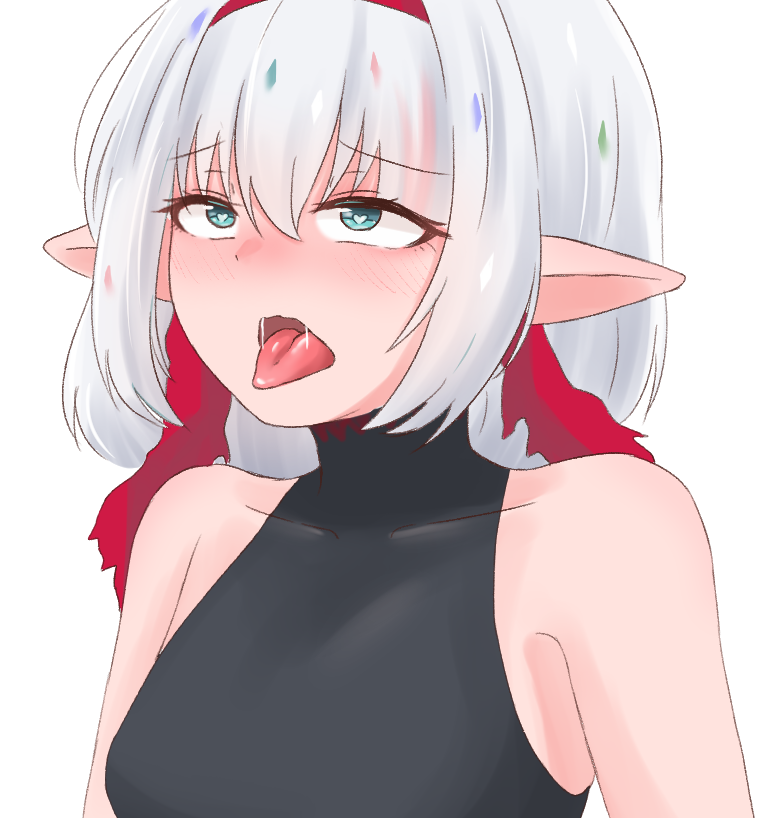
Изображение девушки с лицом ахэгао

Ахэгао стало модным направлением для энтузиастов эротики в Японии. Существует много одежды с изображением ахэгао на лицах вымышленных персонажей.

## Этимология
Вторая часть слова, «као» (яп. 顔), — кандзи и означает «лицо». Первую часть слова, «ахэ» (яп. アヘ), невозможно записать при помощи кандзи, однако она является аббревиатурой слова «ахэахэ» (яп. アヘアヘ), что в свою очередь описывает задыхающийся или стонущий звук.

## Описание

Белль Дельфин показывает ахэгао

Термин «ахэгао» описывает выражение лица девушки, занимающейся сексом. Классические изображения ахэгао-лиц обычно демонстрируют обильное пото- и слюноотделение у изображённой девушки, покрасневшие щёки, закатившиеся (или сведённые вместе) глаза, слёзы, а также открытый, задыхающийся рот и вытянутый язык. Обычно подобные выражения лиц намеренно создаются с преувеличением эмоций, создавая комический и сюрреалистический эффект.

## Интернет-мем
Согласно статье канадского издателя игр для взрослых Nutaku, изображение девушки с лицом ахэгао в сочетании с жестом «Виктория» стало в Японии своего рода интернет-мемом, который известен как ahegao double peace (яп. アヘ顔ダブルピース ахэгао дабуру пи:су, ахэгао с двойным «миром»).